# بخش فور-دو-فرانس
بخش فور-دو-فرانس (به فرانسوی: Arrondissement de Fort-de-France) یک بخش در فرانسه است که در مارتینیک واقع شده‌است.